# Bart van Est
Bart van Est (* 1. November 1956 in Dinteloord (Provinz Noord-Brabant)) ist ein ehemaliger niederländischer Radrennfahrer und Weltmeister im Radsport.

## Sportliche Laufbahn
Bart van Est war im Straßenradsport aktiv. Als Amateur gewann er mit Bert Oosterbosch, Jan van Houwelingen und Guus Bierings bei den UCI-Straßen-Weltmeisterschaften 1978 den Titel im Mannschaftszeitfahren. 1977 siegte er im Eintagesrennen Ronde van Noord-Holland vor Henk Mutsaars. In der Olympia’s Tour gewann er 1977 und 1978 jeweils eine Etappe. Mit der Nationalmannschaft bestritt er 1978 die Tour of Scotland. In seiner Heimat war er bei einer Reihe von Kriterien und Rundstreckenrennen erfolgreich.